# 渡良郵便局
渡良郵便局（わたらゆうびんきょく）は長崎県壱岐市にある郵便局。民営化前の分類では無集配特定郵便局であった。

## 概要
住所：〒811-5152 長崎県壱岐市 郷ノ浦町 渡良南触385-1

## 沿革
- 1903年 （明治36年）12月10日 - 渡良郵便受取所として開局（初代局長：南部 友三郎）[1][2]。
- 1905年（明治38年）4月1日 - 渡良郵便局（三等）となる[2]。
- 1921年（大正10年）11月16日 - 電信業務を開始[3]。
- 1922年（大正11年）6月16日 - 電話業務を開始[3]。
- 1936年（昭和11年）9月25日 - 電話交換業務を開始[3]。
- 1970年（昭和45年）2月 - 電話自動化により電話交換業務を終了[3]。
- 1991年（平成3年）3月17日 - 集配業務を郷ノ浦郵便局へ移管し、無集配局となる。それに伴い、渡良郵便局が集配担当をしていた地区の郵便番号が811-58から郷ノ浦郵便局担当地区の811-51に変更となった。
- 2007年（平成19年）10月1日 - 民営化
- 2012年（平成24年）10月1日 - 日本郵便株式会社発足。

## 取扱内容
集配業務は行わず、窓口業務のみ行う。
- 郵便、印紙、ゆうパック、内容証明
- 貯金、為替、振替、振込、国債
- 生命保険、バイク自賠責保険
- ゆうちょ銀行ATM

## 周辺
- 壱岐市立渡良保育所
- 壱岐市立渡良小学校
- 旧壱岐市立渡良中学校校舎（現在は壱岐市立郷ノ浦中学校に統合）

## アクセス
- 郷ノ浦港フェリーターミナルビルから北西へ約4.9km
- 壱岐交通バス 「渡良校」停留所下車
- 駐車場あり: 3台